# Liste de films tournés dans le département de la Haute-Marne
Un certain nombre d'œuvres cinématographiques et télévisuelles ont été tournés dans le département de la Haute-Marne.
Voici une liste à compléter de films, téléfilms, feuilletons télévisés, films documentaires… tournés dans le département de la Haute-Marne, classés par commune et lieu de tournage et date de diffusion.
- Haut – A
- B
- C
- D
- E
- F
- G
- H
- I
- J
- K
- L
- M
- N
- O
- P
- Q
- R
- S
- T
- U
- V
- W
- X
- Y
- Z

## A
- Auberive
  - 1978 : Louise Michel : la vierge rouge téléfilm de Michel Guillet[1],[2]

- Audeloncourt
  - 1978 : Louise Michel : la vierge rouge téléfilm de Michel Guillet[2]

## C
- Chaumont
  - 1968 : Le Pacha de Georges Lautner (quartier de la gare, Viaduc de Chaumont)
  - 1969 : Le Cerveau de Gérard Oury (Viaduc de Chaumont)[3]
  - 1981 : Un étrange voyage  de Alain Cavalier (Viaduc de Chaumont)[4]

## D
- Dommartin-le-Franc
  - 1989 : La Vie et rien d'autre de Bertrand Tavernier
  - 2008 : La Jeune Fille et les Loups de Gilles Legrand
- Droyes
  - 2017 : Petit Paysan d'Hubert Charuel
  - 2019 : Les vaches n'auront plus de nom d'Hubert Charuel

## E
- Ecot-la-Combe
  - 2006 : Les Enfants du pays de Pierre Javaux
- Epizon
  - 1989 : La Vie et rien d'autre de Bertrand Tavernier

## L
- Langres
  - 1967 : La Bonifas, de Pierre Cardinal, avec Alice Sapritch[5]
  - 1973 : Le Train de Pierre Granier-Deferre
  - 2014 : Lili Rose, de Bruno Ballouard

## P
- Poinson-les-Grancey
  - 1973 : Le Train de Pierre Granier-Deferre
  - 1975 : On a retrouvé la septième compagnie de Robert Lamoureux

## S
- Santenoge
  - 1975 : On a retrouvé la septième compagnie de Robert Lamoureux

## T
- Thonnance-les-Moulins
  - 1989 : La Vie et rien d'autre de Bertrand Tavernier